# Ijtihad
Ijtihad eller idjtihad betegner den anstrengelse, islamiske retslærde gør sig, når de fx forsøger at formulere leveregler for dagligdags livsførelse, eller når de forholder sig teoretisk til abstrakte spørgsmål.
Begrebet omfatter alt selvstændigt arbejde med alle teologiske og juridiske kilder og dermed også den proces i de første islamiske århundreder, hvor den islamiske jura, teologi og samfundstænkning blev udarbejdet. Derefter var det en almindelig opfattelse, at denne proces var blevet tilendebragt med fremkomsten af de fire lovskoler - med et arabisk udtryk mente man, at "ijtihadens porte var blevet lukkede" omtrent ved udgangen af.
Den islamiske reformisme, der voksede frem i 1800-tallet og forsøgte at tilpasse islam til en mere moderne epoke med sociale og teknologiske fremskridt, anfægtede denne anskuelse og argumenterede for, at ijtihadens porte kunne og burde genåbnes. Det gjaldt således den egyptiske oplysningsmand og intellektuelle Rifa'a al-Tahtawi (1801-1873), der ønskede en tilbundsgående nytænkning af den islamiske jura, der kunne muliggøre, at det egyptiske samfund kunne tilegne sig og nyde godt af de nye tider. Andre islamiske reformister, der opfattede ijtihad som en nødvendig del af religionen, var Djamal ad-Din al-Afghani (1838-1897) og hans elev egypteren Muhammad Abduh (1849-1905).
Ijtihad ses i modsætning til taqlid, efterfølgelse af et givet regelsæt, der for de islamiske reformister kom til at repræsentere stagnation og kritikløs accept af forbenede traditioner.
Også en dansk muslim som Sherin Khankan henviser til ijtihad i sin argumentation for en reformeret islamforståelse.

## Mujtahid
En mujtahid er en kyndig islamisk retslærd, der kan udlede islamisk lov (sharīʿa) via ijtihad.